# TV Scoreboard
Il TV Scoreboard è una serie di console di gioco simil-Pong appartenenti alla prima generazione; costruite a partire dal 1976 fino ai primi anni 80 da parte di Tandy a Hong Kong. La distribuzione delle console era effettuata esclusivamente da Radio Shack. La TV Scoreboard prevede due giocatori (destro e sinistro), con una paddle per giocatore separate e senza corpo centrale oppure con corpo centrale e paddle collegate via cavo; aveva sei giochi appartenenti all'era di Pong. Comprendeva anche una pistola ottica, usata per il gioco di tiro a volo. Usando un'estensione estetica alla pistola ottica, l'utente poteva cambiarne l'aspetto in quello di un fucile. I giochi inclusi comprendono tennis, squash, hockey e allenamento.  I giochi e le modalità di gioco, incluso il livello di difficoltà e settaggi di servizio, possono essere regolati con interruttori. Può funzionare con un trasformatore in corrente continua o con 6 batterie AA da 1,5V.
La serie di console appartiene alla prima generazione di console e sono basate su un unico chip: il General Instruments AY-3-8500.